# Fluorit
Fluorit hay huỳnh thạch, còn được phiên âm thành fluorit hay fluorspat, là một khoáng vật có công thức hóa học CaF2. Tên gọi fluorit xuất phát từ tiếng La Tinh fluor- "dòng chảy", bởi khi cho thêm fluorit vào quặng nấu chảy sẽ làm xỉ chảy ra. Kết quả là dễ dàng loại bỏ chúng. Những người thợ mỏ Saoxony thời xưa gọi khoáng vật này là " hoa quặng " bởi vì chúng luôn ở bên cạnh quặng đá quý.
Ở Nga fluorurit còn được gọi là plavik, ngọc lục bảo Transvaal, ngọc lục bảo Nam Phi hay ngọc lục bảo giả (fluorit Châu Phi màu xanh lá cây)

## Tính chất
Fluorit là calci fluoride, đặc biệt phong phú về màu sắc, có những sắc thái rất khác nhau: hồng vàng ánh kim, xanh lá cây lục bảo, xanh biruza và tím. Fluorurit thường gặp ở dạng tinh đám, dạng đất, tinh thể lập phương, cát khai khối tám mặt hoàn chỉnh.
Tính chất chữa bệnh: Các nhà am hiểu về đá cho rằng, fluorit là loại đá huyền bí có khả năng loại bỏ stress, giải thoát khỏi trầm uất và giận dữ. Các nhà thạch học trị liệu hiện đại dùng fluorit để chữa các bệnh về não bộ và hệ tim mạch. Người ta nói rằng fluorit có thể chống lại loại bệnh sơ cứng lan tỏa và bệnh động kinh.
Tính chất khác: Trong yoga Ấn Độ, fluorit được coi là một trong những khoáng vật huyền bí có sức mạnh nhất. Nó giúp điều chỉnh tư duy đạt tới trạng thái yên tĩnh tâm hồn. Đồ trang sức bằng fluorit làm tăng khả năng phân tích của người chủ. Rất thú vị là các nhà ma thuật thời xưa cũng như thời nay thường sử dụng quả cầu bằng fluorit để tiên đoán. Người ta nghi nhận khả năng kỳ lạ của fluorit trong lúc thiền định là dường như nó "hấp thụ" những âm thanh của âm nhạc và sau đó đưa chúng trở lại với con người. Không xác định sự tương ứng chính xác của fluorit trong cung hoàng đạo, năng lượng chiếu xạ của dương có tác dụng tới luân xa vùng đỉnh đầu: nuôi dưỡng các tuyến của não bộ; Luân xa này giúp phát triển tinh thần, tín ngưỡng và các mối liên hệ với sức mạnh tối cao của vũ trụ. Đối với luân xa vùng trán: tác động tới các cơ quan ở vùng đầu; luân xa này cũng có liên lạc tới kinh lạc bàng quang và ruột, giúp thực hiện ý tưởng, kích thích sự năng động tích cực.

## Nguồn gốc và phân bố

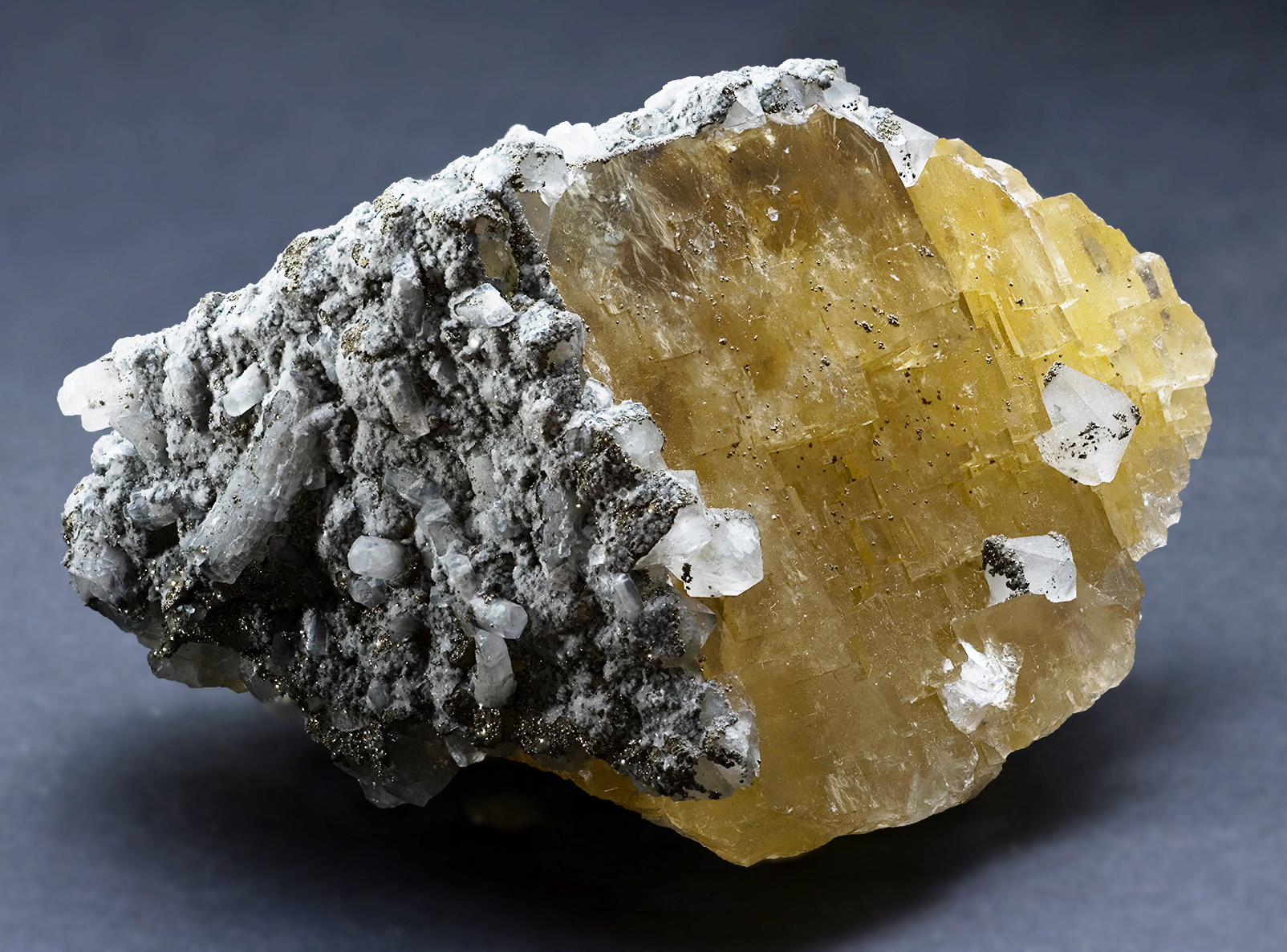
Fluorit (vàng), calcit (trắng/xám) và pyrit (vàng), mỏ El Hammon, Morocco

## Thư viện hình

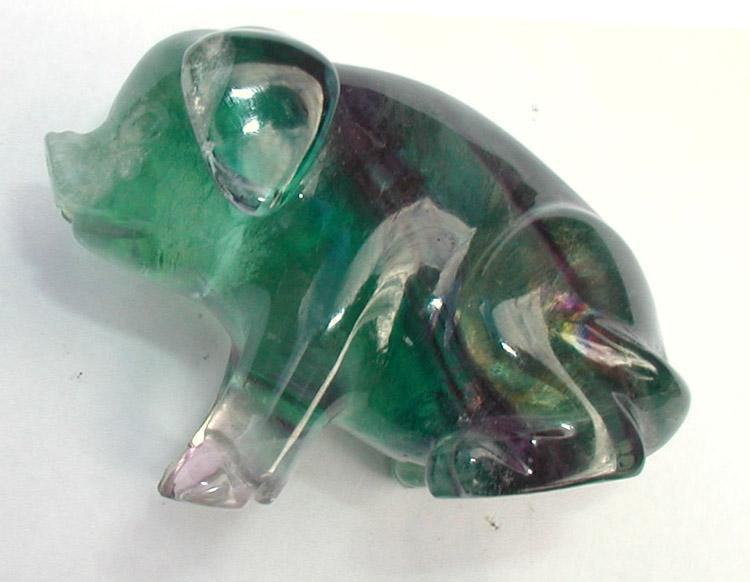
Lợn làm bằng fluorit, dài 5 cm (2 in)
khoáng vật fluorit
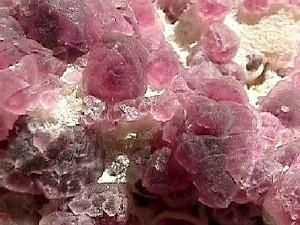
Tinh thể fluorit tám mặt, New Mexico, USA
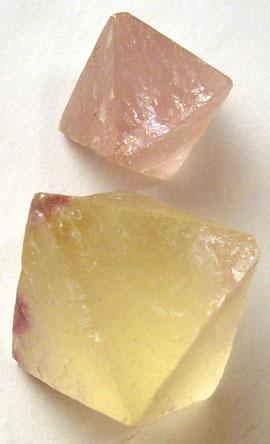
Tinh thể fluorit tám mặt
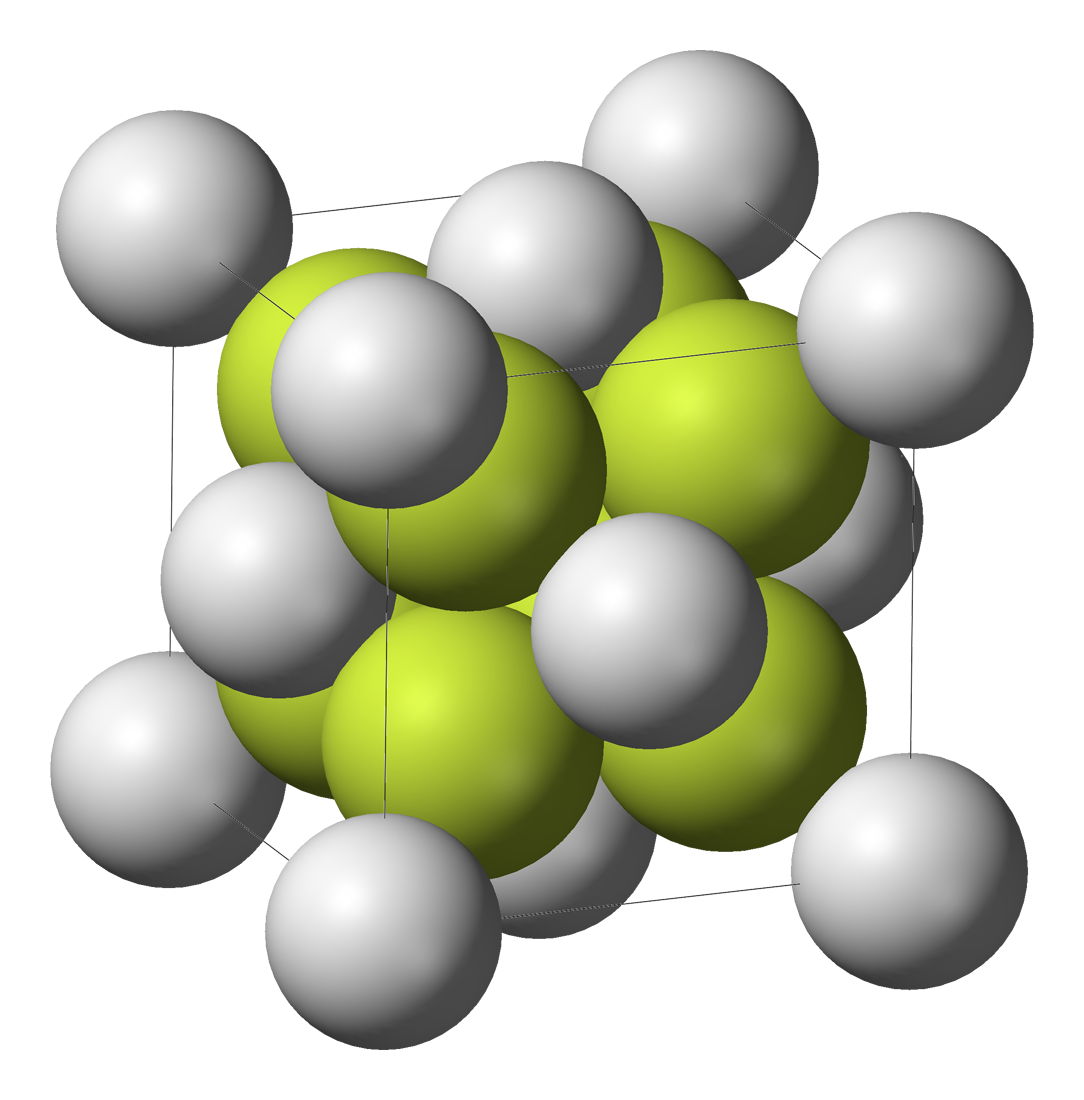
Cấu trúc ô mạng tinh thể fluorit
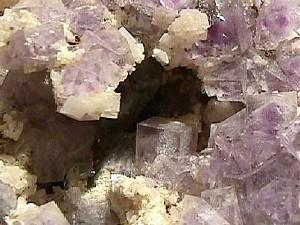
Fluorit Trung Quốc
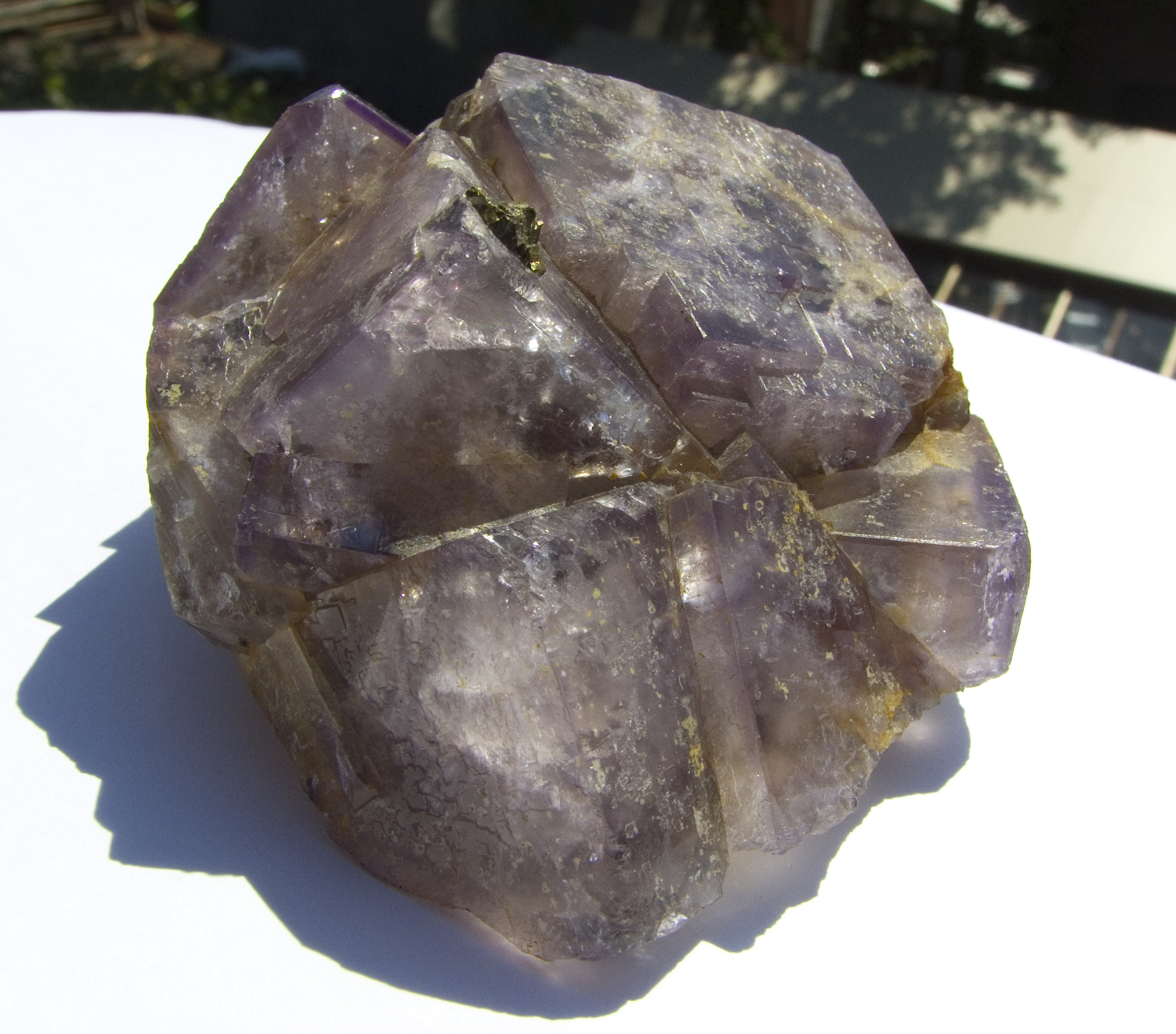
Fluorit cùng với Pyrit sắt và hoa canxít
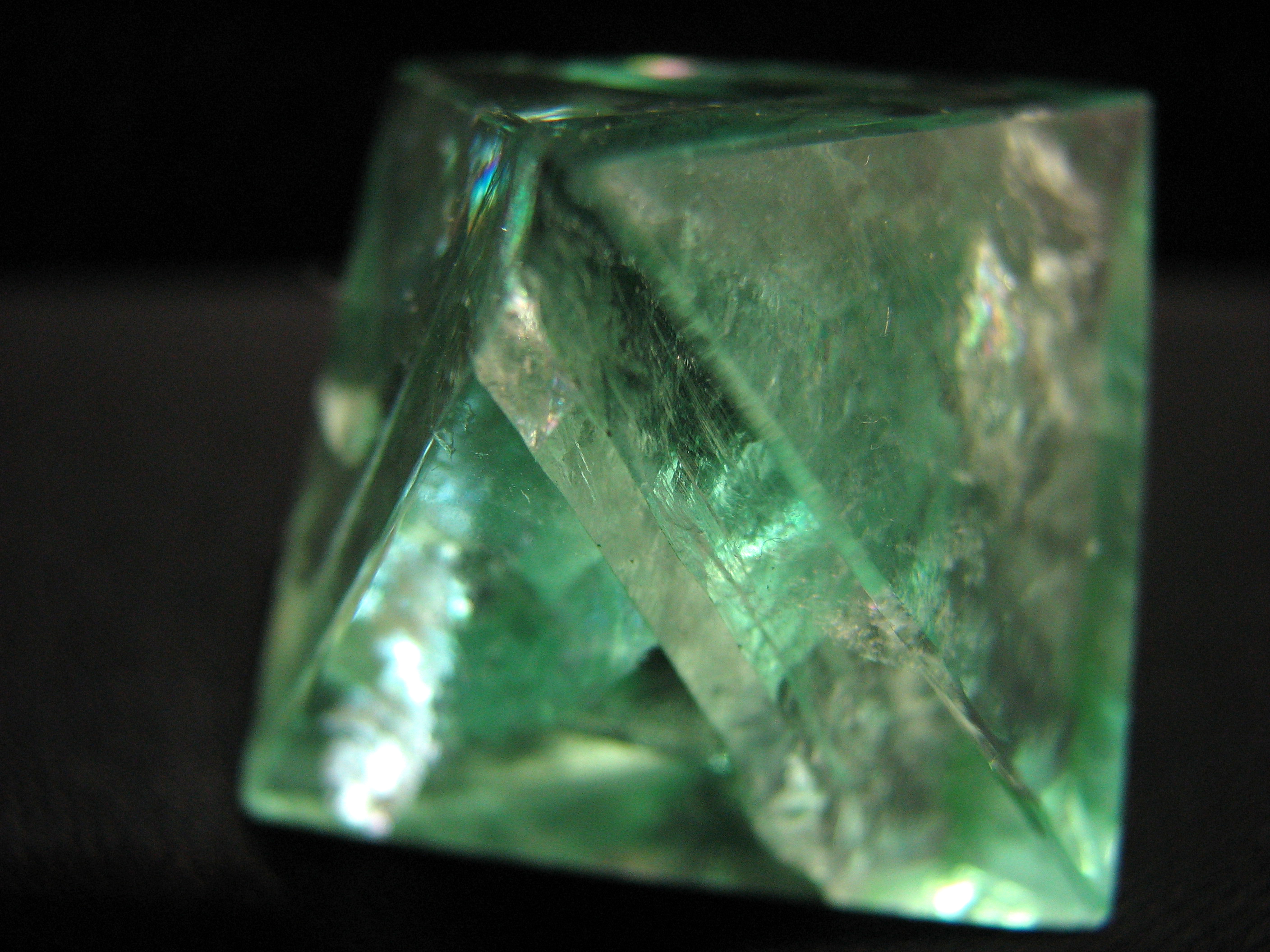
Fluorit hình tám mặt

## Ứng dụng

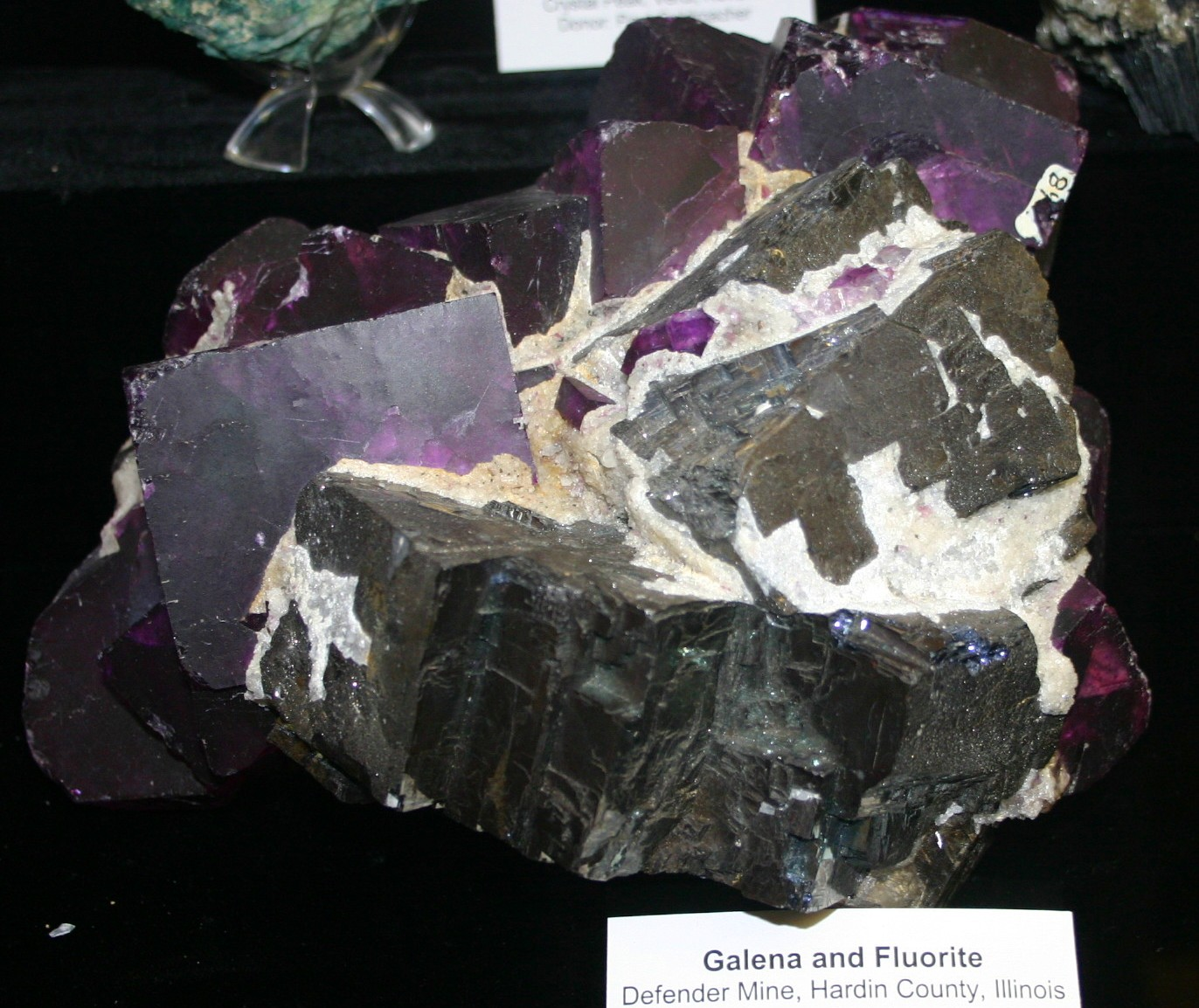
Tinh thể fluorit đỏ tía với galen (xám) và canxít (trắng), Illinois, USA